# Szczecin
Szczecin (AFI: ['ʃʧɛtɕin]; en alemany Stettin; en caixubi Sztetëno; en llatí: Stetinum, Scecinum, i Sedinum) és una ciutat i port de Polònia, capital del voivodat de Pomorze Zachodnie, Polònia. La població l'any 2007 era de 407.811 habitants.
Situada a les vores de l'Oder, a l'entrada de l'estuari del riu, a prop del mar Bàltic, és un dels primers ports d'aquesta mar i el primer de Polònia. La ciutat és un centre important de construcció naval i port marítim, connectat amb Berlín a través d'un canal. Els principals centres industrials són fargues de ferro, tallers, fàbriques químiques, d'aliments processats i tèxtils, refineries de sucre i cimenteres.
Conserva notables monuments gòtics: algunes esglésies dels segles xiii–xiv i l'antic ajuntament (1423). El castell (antiga residència dels ducs de Pomerània) és d'estil renaixentista (segle xvi, molt restaurat). De les antigues fortificacions conserva la Porta de Berlín (1726-40), seu de l'actual museu patriòtic) i la Porta del Rei (1726).

## Història

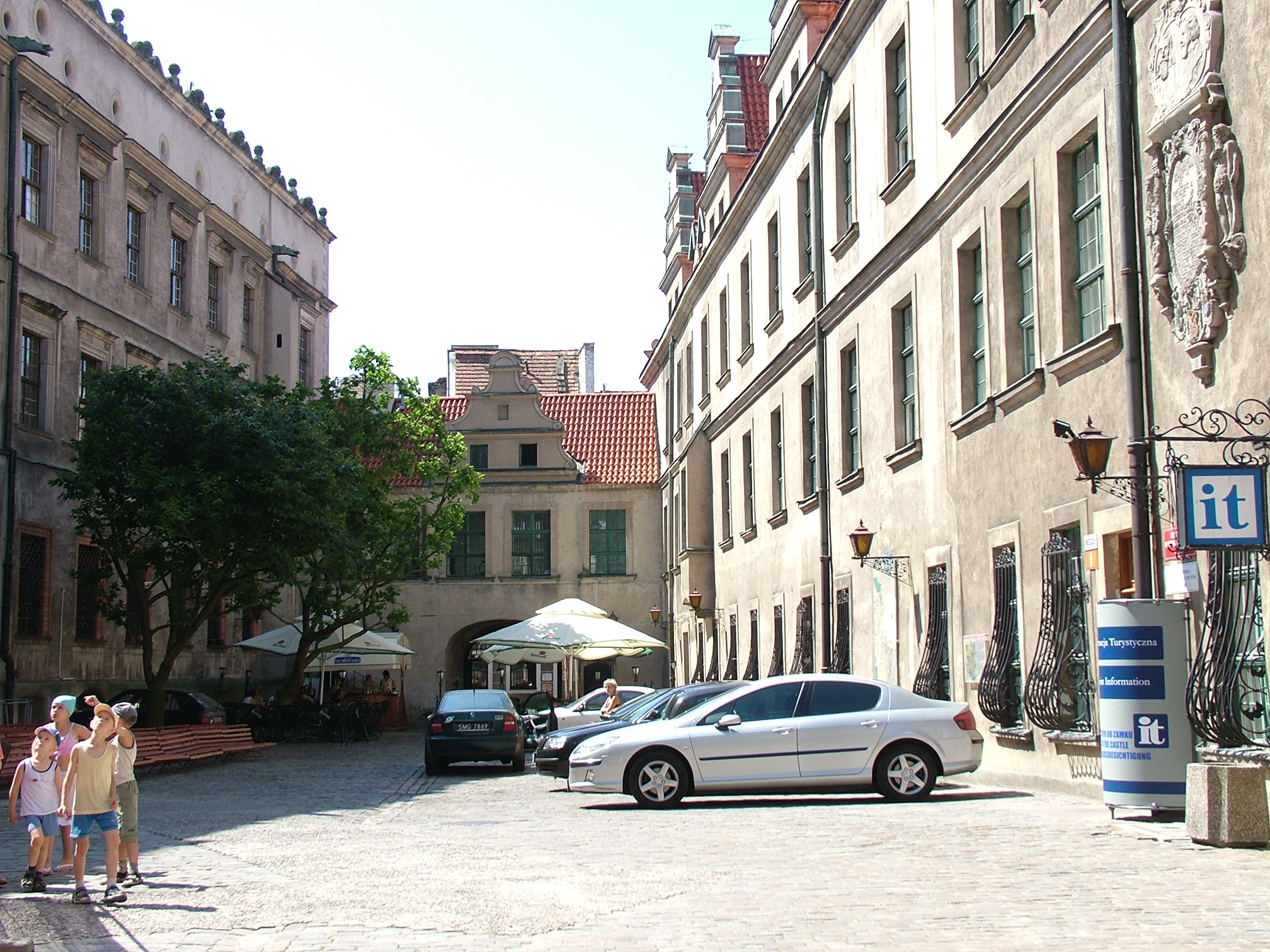
Castell, antiga residència dels prínceps eslaus

Probablement Szczecin va ser fundada per tribus eslaves a principi del segle viii. Els eslaus van fundar un establiment al Turó del Castell que va esdevenir un lloc fortificat en expandir-se fins a un gual del riu Oder. El príncep Miecislau I de Polònia va prendre el control de la regió entre els anys 967 i 972. Al voltant de l'any 1005 els pagans de Pomerània es revoltaren. El 1080 tota l'àrea va tornar a estar sota el control de la Dinastia Piast.
Fou conquerida per Boleslau I de Polònia en 1121 tancant la conquesta de Pomerània i fou seu episcopal des del 1124 i residència dels ducs de Pomerània, el 1243 aconseguí els drets de ciutat que van consagrar la seva autonomia, i el 1360, per tal de defensar-la, s'uní a la Hansa Teutònica (o Lliga Hanseàtica).
Ocupada per Gustau Adolf el 1630, els tractats de Westfàlia (1648) que van posar el punt final a la Guerra dels Trenta Anys en reconegueren la possessió als suecs, que el 1720 la vengueren a Prússia al final de la Gran Guerra del Nord. Al segle xix va tenir un notable desenvolupament industrial i urbà.
Quan el 1919 la regió va quedar dividida, Szczecin va ser nomenada capital de la província alemanya de Pomerània. Però, durant la Segona Guerra Mundial va ser intensament bombardejada per les forces aliades i la meitat dels edificis i la quasi totalitat de les instal·lacions portuàries foren destruïdes; a la fi del conflicte, la conferència de Potsdam (1945) l'atribuí a Polònia. Des del 1999 és la capital del voivoidat de Pomerània Occidental.

## Persones il·lustres
- Ernst Bader (1914-1999), cantautor
- Piotr Celeban
- Johann Georg Rauppe (1762-1814) violoncel·lista.
- Christian Heinrich Aschenbrenner (1654-1732), violinista i compositor.
- Jascha Silberstein (1934-2008), violoncel·lista.
- Caterina II de Rússia (1729-1796), la Gran, reina de Rússia.

## Galeria

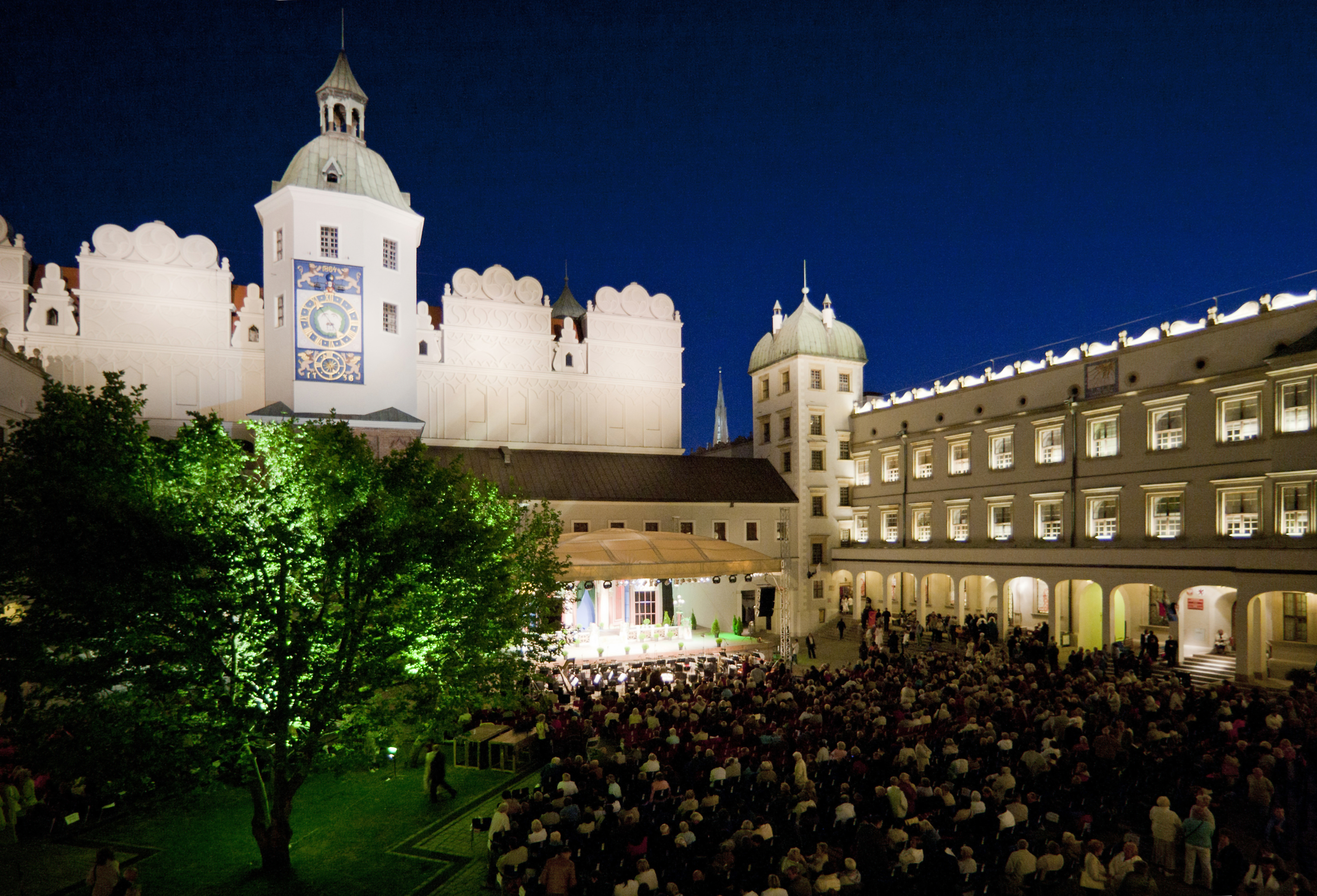
Òpera, castell
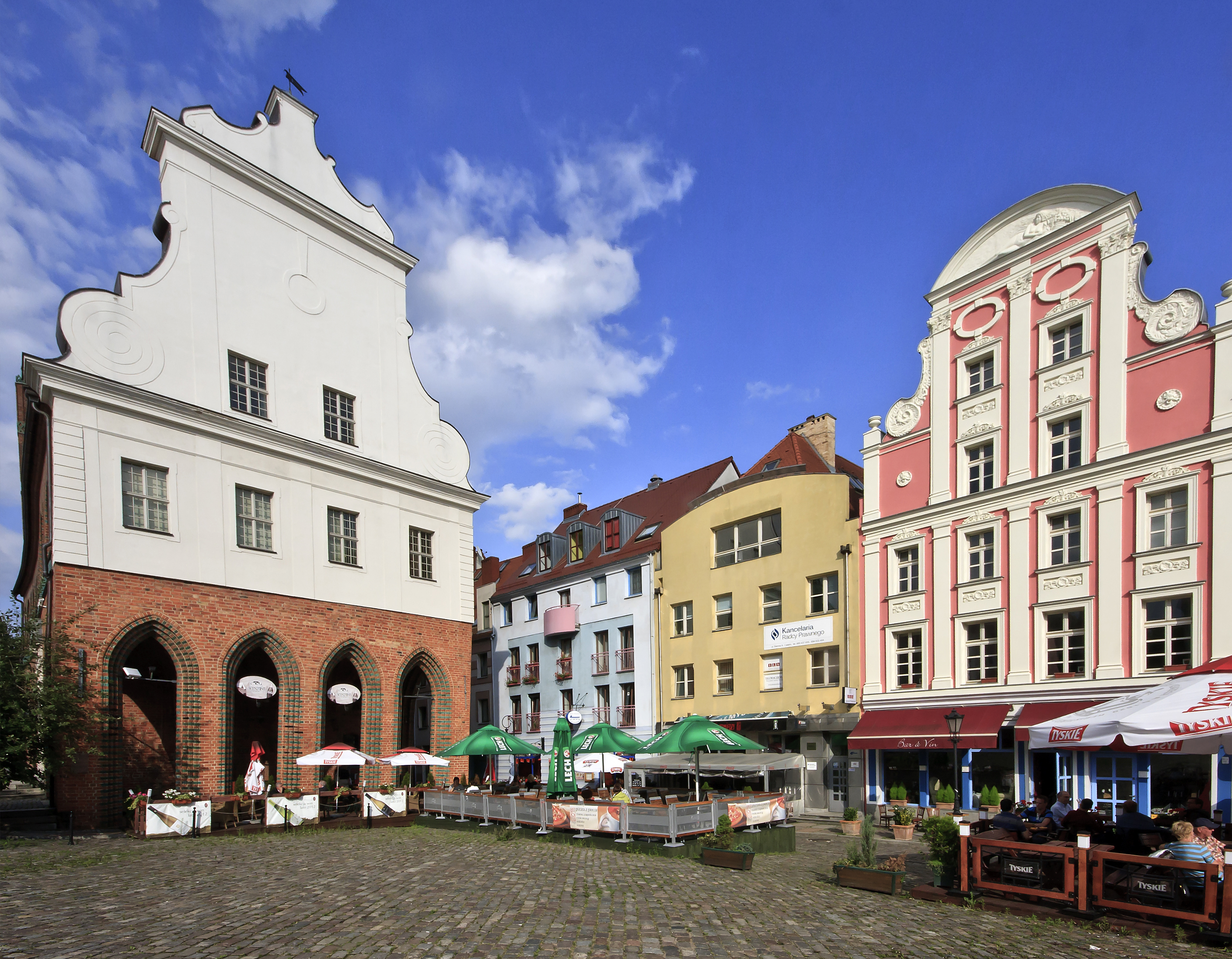
Ciutat Vella
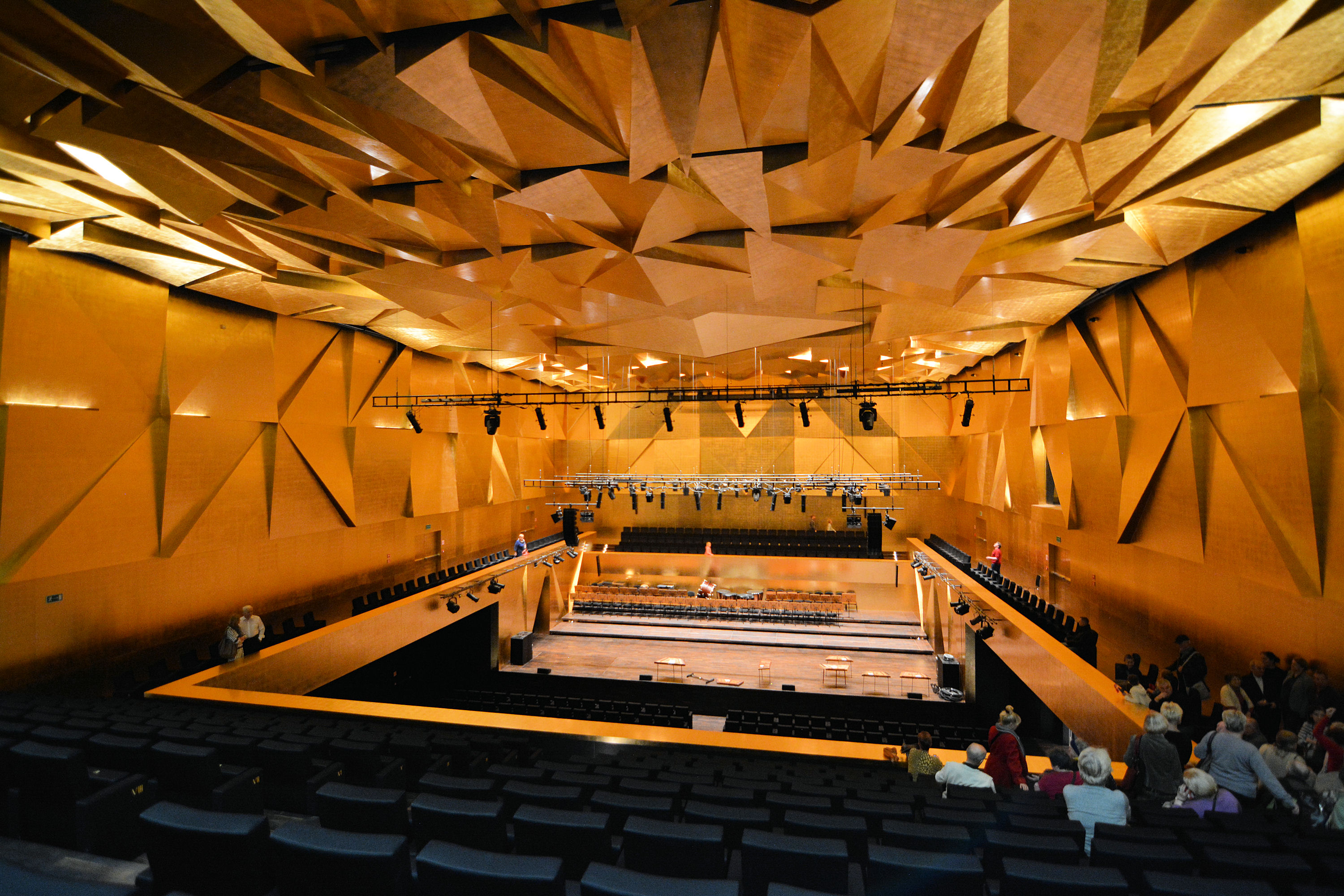
Filharmonia Szczecińska
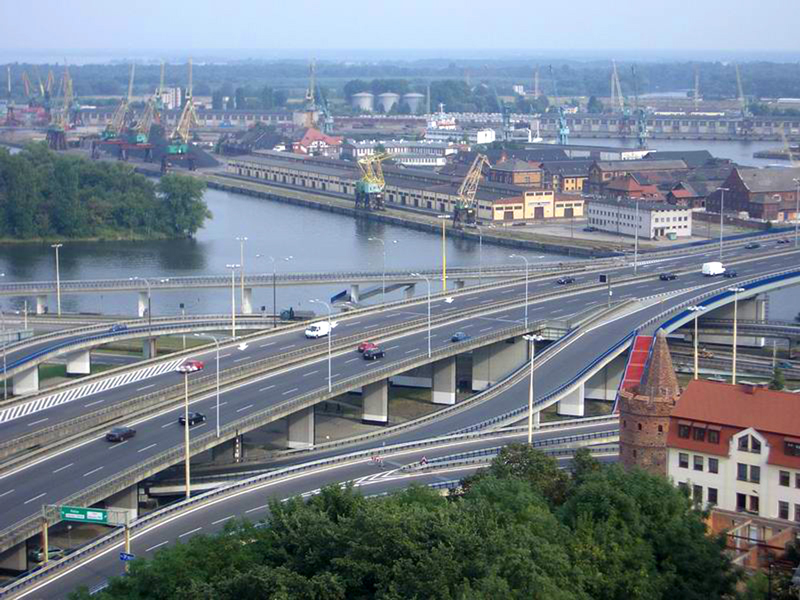
Port marítim